# Поллі Свонн
Поллі Свонн (англ. Polly Swann, нар. 5 червня 1988, Ланкастер, Англія, Велика Британія) — британська веслувальниця, срібна призерка Олімпійських ігор 2016 року, чемпіонка світу та дворазова чемпіонка Європи.

## Виступи на Олімпіадах
| Олімпіада | Дисципліна                     | Місце |
| --------- | ------------------------------ | ----- |
| Ріо 2016  | вісімка розстібна зі стерновим | 2     |

## Зовнішні посилання
- Профіль на сайті FISA.

1. ↑  Polly Swann